# Yarima
YARIMA (також Марія Коваленко, нар. 17 січня 2003, Карлівка, Полтавська обл., Україна) — українська R’n’B, соул, неосоул співачка. Переможниця digital-проєкту PEPSI MUSIC STAR. Переможниця в номінації Young Blood (Jury's Choice) 2024 від Jager Music Awards.

## Біографія
Марія народилася 17 січня 2003 року у місті Карлівка, Полтавщина. З дитинства займалася вокалом, також брала заняття хореографії та гри на гітарі.
У 2020 році переїхала до міста Київ, де вступила у Київський Національний Університет ім. Т. Г. Шевченка на факультет соціології.
Восени 2020 року взяла участь у діджитал-проєкті «Pepsi Music Star», проведеного українським рок-гуртом THE HARDKISS за підтримки компанії Pepsi. Конкурс складався з чотирьох етапів, особливість проєкту полягала в тому, аби перенести телевізійний формат виключно у діджитал-простір.
31 жовтня 2020 року серед 1500 учасників Марія стала переможицею «Pepsi Music Star», здобувши головний приз — продюсування від The HARDKISS, а також можливість записати власний EP, зняти відеокліп і виступити разом із The HARDKISS 29 травня 2021 року на найбільшій сцені України — НСК «Олімпійський». Після релізу ЕР Марія припинила співпрацю з THE HARDKISS. 7 жовтня 2022 року YARIMA повернулася до роботи, оновивши свій сольний проєкт та змінивши напрям у музиці. Цього ж дня у мережі з’явився реліз з назвою «Під три чорти». 27 січня 2023 року вийшов сингл «Зазіхаю». 24 березня 2023 року YARIMA у співавторстві з українською R&B-виконавицею Sofia Shanti випустила ліричну баладу «Між усіх».
11 серпня 2023 року співачка випустила новий сингл "Не довіряй", який передує майбутньому міні-альбому "Цикл".
30 серпня 2024 року артистка випустила сингл "Не знаєш" та анонсувала альбом "Вояж".

## Дискографія

### Альбоми
- «Вояж» (2024)

### EP
- «Цикл» (2023)

### Сингли
- «Під три чорти» (2021)
- «Зазіхаю» (2023)
- «Між усіх» (2023)
- «Не довіряй» (2023)
- «Ікар» (2023)
- «Зажила» (2024)
- «Не знаєш» (2024)
- «Гірко» feat. OTOY (2024)